# Karafuto
Karafuto (Japans: 樺太庁;  Karafuto-chō ) was tussen 1907 en 1949 een prefectuur van het Japanse Keizerrijk in het zuiden van het eiland Sachalin. In 1905 werd het gebied ten zuiden van 50° NB een Japanse kolonie. In 1943 werd het onderdeel van het "vasteland" van Japan. De hoofdstad was vanaf 1908 Toyohara (nu Joezjno-Sachalinsk). Karafuto had een oppervlakte van 36.090,3 km² en een bevolking van ongeveer 406.557 inwoners (1 december 1941).

## Geschiedenis
Sachalin was lange tijd betwist gebied tussen Rusland en Japan. Reeds in 1845 claimde Japan de autoriteit over het hele eiland. Bij het Verdrag van Shimoda tussen Japan en het Russische Rijk in 1855 werd verklaard dat beide landen het eiland mochten bewonen; de Russen in het noorden en de Japanners in het zuiden. De verdeling van het eiland bleek echter een bron van conflict tussen beide landen.
In 1875 moest Japan het zuidelijk deel van het eiland opgeven bij het Verdrag van Sint-Petersburg, waarbij het eiland werd geruild tegen de Koerilen.
Na de Russisch-Japanse Oorlog verloor het Russische Rijk bij het Verdrag van Portsmouth in 1905 alle gebieden ten zuiden van de 50e breedtegraad aan Japan. Dit gebied werd daarop de prefectuur Karafuto.
In augustus 1945 veroverde de Sovjet-Unie het volledige eiland. Bij het Verdrag van San Francisco in 1951 verzaakte Japan aan zijn rechten op Karafuto.

## Subprefecturen
Tussen 1905 en 1945 bestuurde Japan het zuidelijke deel van Sachalin onder de naam Karafuto. Het gebied werd aangeduid als chō, dezelfde term die toen gebruikt werd om Hokkaido te benoemen. Het gebied stond algemeen bekend als de prefectuur Karafuto. De prefectuur was, net zoals Hokkaido, onderverdeeld in 4 subprefecturen (shichō), die op hun beurt weer onderverdeeld waren in 11 districten en verder in 41 gemeenten (1 stad, 13 gemeenten en 27 dorpen). De grootste stad van Karafuto was Toyohara.
De gemeenten van Karafuto, ingedeeld naar subprefectuur en district:
| Subprefectuur | District     | Gemeenten                                                           |
| ------------- | ------------ | ------------------------------------------------------------------- |
| Otomari       | Otomari      | Otomari • Nakasato • Okukaiba • Nagahama • Ton-Nai • Naka           |
|               | Rutaka       | Rutaka • Shimba-Sawa • Notasamu                                     |
|               | Toyo-Sakae   | Oichai •Toyokita •Kawakami-Sumiyama •Sakaehama (of Naibushi) •Manue |
| Maoka         | Honto        | Kitarebun • Minami Nayoshi • Naihoro • Honto                        |
|               | Maoka        | Meushi • Maoka • Horotomari • Ikenohata • Ko-Notasamu • Komisaki    |
|               | Tomarioru    | Tomarioru • Nayoshi Hara • Kushun-Nai                               |
| Shikuka       | Mototomari   | Shiraishi-Sawa • Mototomari • Shiritoru                             |
|               | Shikuka      | Tomarikeshi • Nairo • Shikuka • Ennai-To                            |
| Esutoru       | Esutoru      | Ushi Nai • Ushoro • Esutoru • Toru                                  |
|               | Kita Nayoshi | Kita Nayoshi • Anbetsu                                              |